# عربی چادی
عربی چادی (به عربی: لهجة تشادیة)، عربی بقاره یا عربی شوآ یکی از گویش‌های عربی و زبان عرب‌زبانان شهرنشین یا کوچ‌نشینان بقارهٔ چاد است. اگرچه چاد با دو کشور عربی در شمال و شرق هم‌مرز است، اما بیشتر سخنوران عربی آن در جنوب کشور زندگی می‌کنند.
این زبان در چاد و سودان و در مناطق مجاور دریاچه چاد در کشورهای کامرون، نیجریه و نیجر و همچنین در مناطقی از جمهوری آفریقای مرکزی و سودان جنوبی تکلم می‌شود. گرچه این زبان در این مناطق یکی از چندین زبان محلی است و جزو زبان‌های اصلی نیست، نقش زبان میانجی را در آنجا ایفا می‌کند.

## تورکو
در دوران استعماری، گونه‌ای از پیجین عربی به نام تورکو، به عنوان زبان میانجی در چاد کاربرد داشت. امروزه پیجین‌های عربی هنوز هم در چاد وجود دارند، اما از آنجا که تحقیقاتی در مورد آن‌ها انجام نشده‌است، مشخص نیست که آن‌ها تورکو هستند یا نه.